# Kalmar Mekaniska Verkstad
De Mekaniska Verkstad Kalmar is een machinefabriek in de Zweedse plaats Kalmar.

## Tjorven
De Zweedse posterijen vroeg in de jaren zestig om een standaard voertuig om de post mee te kunnen rondbrengen. In samenwerking met DAF bouwde men de Tjorven (in exportmarkten: Kalmar). De in 1968 voorgestelde auto had de techniek overgenomen van de DAF 44, maar met een vezelversterkte kunststof (glasvezel & polyester) carrosserie. De auto werd tot 1971 gebouwd.

## Kalmar Terminal
Het Zweedse bedrijf Svelast liet door Kalmar een speciale truck bouwen met een deur aan de  voorkant en een speciale hefinstallatie vlak achter de cabine, de Kalmar Terminal. Een speciale trailer behoorde ook tot de truck. De truck had een V dieselmotor van Cummins en een Allison automatische versnellingsbak. Assen en een aantal andere componenten werden betrokken van DAF.

## Andere voertuigen
Naast de genoemde projecten is Kalmar een van de toonaangevende firma's op het gebied van transportvoertuigen in havens. Naast zogenaamde rorotrucks, maakt de firma zogenaamde Stradle carriers, een soort heftrucks die containers middels een speciaal systeem kan heffen. Kalmar was ook betrokken bij de bouw van de vezelversterkte kunststof carrosserie van de Saab Sonett II en III.